# Großer Preis von Brasilien 1996
Der Große Preis von Brasilien 1996 (offiziell XXV Grande Prêmio do Brasil) fand am 31. März auf dem Autódromo José Carlos Pace in São Paulo statt und war das zweite Rennen der Formel-1-Weltmeisterschaft 1996.

## Berichte

### Hintergründe
Nach dem Großen Preis von Australien führte Damon Hill in der Fahrerwertung mit vier Punkten vor Jacques Villeneuve und mit sechs Punkten vor Eddie Irvine. In der Konstrukteurswertung führte Williams-Renault mit 12 Punkten vor Ferrari und mit 13 Punkten vor Benetton-Renault.
Vor dem Rennwochenende gab es einen Fahrerwechsel: Bei Minardi wurde Giancarlo Fisichella durch Tarso Marques ersetzt, welcher sein Debüt gab.
Mit Michael Schumacher (zweimal) trat ein ehemaliger Sieger zu diesem Grand Prix an.

### Training
Vor dem Rennen fanden zwei Trainingseinheiten statt: Die erste am Freitagmorgen und die zweite am Samstagmorgen.
Im ersten freien Training am Freitag erzielte Jean Alesi mit einer Zeit von 1:19,240 Minuten die Bestzeit vor Gerhard Berger und Mika Häkkinen.
Am Samstag im zweiten freien Training konnte sich Hill mit einer Zeit 1:17,959 Minuten dann die Bestzeit vor Villeneuve und Rubens Barrichello sichern.

### Qualifying
Hill sicherte sich mit einer Zeit von 1:18,111 Minuten die Pole-Position vor Barrichello und Villeneuve. Für Hill war es die zwölfte Pole-Position in der Formel-1-Weltmeisterschaft. Zwei lokalen Fahrern, Marques und Pedro Diniz, wurden ihre Qualifikationszeiten wegen eines Anschubstarts bzw. fehlender Gewichtskontrolle nicht angerechnet. Allerdings durften sie vom Ende der Startaufstellung am Rennen teilnehmen.

### Warm Up
Die Fahrer gingen am Sonntagmorgen zu einer 30-minütigen Aufwärmsitzung auf die Strecke. Martin Brundle im Jordan-Peugeot erzielte die Bestzeit vor Villeneuve und Häkkinen.

### Rennen
Johnny Herbert startete aus der Boxengasse, nachdem er wegen elektrischer Probleme auf das Ersatzauto umgestiegen war.
Etwa eine halbe Stunde vor dem Start ereignete sich ein heftiger Regenguss auf der Strecke: Obwohl die Streckenbedingungen kritisch waren, wurde das Rennen nicht verschoben und der Start erfolgte regulär. Beim Start behielt Hill den ersten Platz, während hinter ihm Barrichello sowohl von Villeneuve als auch von Alesi überholt wurde. Der englische Fahrer verschaffte sich sofort einen großen Vorsprung gegenüber seinen Verfolgern und nutzte dabei die Tatsache aus, dass er der Einzige war, der freie Sicht hatte. Unterdessen übte Alesi Druck auf Villeneuve aus, dessen Erfahrung im Nassen sehr begrenzt war. Allerdings musste sich der Benetton-Pilot wiederum vor Angriffen von Barrichello hüten, der bereits in der 7. Runde versuchte, ihn zu überholen: Der Brasilianer kam in der ersten Kurve neben seinen Rivalen, kam aber zu weit raus und von der Ideallinie und musste ihn passieren lassen. In der 10. und 11. Runde wiederholte sich das Manöver: Barrichello überholte seinen Konkurrenten beim ersten Bremspunkt, musste die Position aber in der nächsten Kurve wieder abgeben.
Berger musste seinen Benetton nach 27 Runden an der Box abstellen. Der Österreicher hatte im Qualifying Schwierigkeiten, die er sich nicht erklären konnte. Als das Rennen dann bei nassen Bedingungen startete, musste Berger vorsichtig fahren, da er den Benetton noch nie zuvor im Regen gefahren hatte. Berger war mit seiner Leistung nicht allzu unzufrieden und musste aufgrund von Hydraulikproblemen, die immer schlimmer wurden, Unterbrechungen hinnehmen und das Auto schließlich in die Garage abstellen. Auch in Runde 27 blieb Villeneuve einige Kurven hinter Andrea Monterminis Forti stecken und Alesi nutzte die Gelegenheit, um ihn auf der Geraden gegenüber der Box anzugreifen: Der Williams-Fahrer versuchte sich zu wehren, landete jedoch neben der Strecke und schied aus. Nach einer Weile beschleunigte Alesi sein Tempo und begann, Villeneuve um den zweiten Platz zu bedrängen. Villeneuve konnte schließlich dem Druck nicht mehr standhalten und musste Alesi vorbeilassen. Fünf Runden später kam auch Alesi von der Piste ab und blieb im Rennen, musste die Position jedoch an Barrichello abgeben. Allerdings musste Barrichello in Runde 35 seinen einzigen Tankstopp einlegen als die Strecke noch zu nass für Slick-Reifen war. Alesi hingegen musste erst in Runde 42 an die Box als die Strecke bereits trocken genug war, um auf Trockenreifen zu wechseln. Dies zwang Barrichello zu einem außerplanmäßigen zweiten Boxenstopp, um auf Slicks zu wechseln. Nachdem er als Vierter hinter Schumacher auf die Strecke zurückgekehrt war, versuchte Barrichello, ihn anzugreifen, doch seine Versuche waren erfolglos und in Runde 60 verließ der Brasilianer die Strecke und schied aus.
Hill gewann schlussendlich das zweite Rennen in Folge vor Alesi und Schumacher. Die restlichen Punkteplatzierungen belegten die beiden Finnen Häkkinen und Mika Salo. Panis beendete das Rennen als Sechster. Für Hill war es der 15. Sieg in der Formel-1-Weltmeisterschaft. Er übertraf damit seinen Vater Graham Hill, welcher 14 Rennen gewinnen konnte.
Hill sicherte sich zudem mit 1:21,547 Minuten die schnellste Rennrunde.
In der Fahrerwertung konnte Hill seine Führung behalten und ausbauen. Alesi war nun Zweiter, gefolgt von Villeneuve. In der Konstrukteurswertung blieb Williams-Renault in Führung. Benetton-Renault zog an Ferrari vorbei.

## Meldeliste
| Team                        | Nr. | Fahrer                | Chassis        | Motor                 | Reifen |
| --------------------------- | --- | --------------------- | -------------- | --------------------- | ------ |
| Scuderia Ferrari SpA        | 01  | Michael Schumacher    | Ferrari F310   | Ferrari 3.0 V10       | G      |
| Scuderia Ferrari SpA        | 02  | Eddie Irvine          | Ferrari F310   | Ferrari 3.0 V10       | G      |
| Mild Seven Benetton Renault | 03  | Jean Alesi            | Benetton B196  | Renault 3.0 V10       | G      |
| Mild Seven Benetton Renault | 04  | Gerhard Berger        | Benetton B196  | Renault 3.0 V10       | G      |
| Rothmans Williams Renault   | 05  | Damon Hill            | Williams FW18  | Renault 3.0 V10       | G      |
| Rothmans Williams Renault   | 06  | Jacques Villeneuve    | Williams FW18  | Renault 3.0 V10       | G      |
| Marlboro McLaren Mercedes   | 07  | Mika Häkkinen         | McLaren MP4/11 | Mercedes-Benz 3.0 V10 | G      |
| Marlboro McLaren Mercedes   | 08  | David Coulthard       | McLaren MP4/11 | Mercedes-Benz 3.0 V10 | G      |
| Ligier Gauloises Blondes    | 09  | Olivier Panis         | Ligier JS43    | Mugen-Honda 3.0 V10   | G      |
| Ligier Gauloises Blondes    | 10  | Pedro Diniz           | Ligier JS43    | Mugen-Honda 3.0 V10   | G      |
| B&H Total Jordan Peugeot    | 11  | Rubens Barrichello    | Jordan 196     | Peugeot 3.0 V10       | G      |
| B&H Total Jordan Peugeot    | 12  | Martin Brundle        | Jordan 196     | Peugeot 3.0 V10       | G      |
| Red Bull Sauber Ford        | 14  | Johnny Herbert        | Sauber C15     | Ford Zetec-R 3.0 V10  | G      |
| Red Bull Sauber Ford        | 15  | Heinz-Harald Frentzen | Sauber C15     | Ford Zetec-R 3.0 V10  | G      |
| Footwork Hart               | 16  | Ricardo Rosset        | Footwork FA17  | Hart 3.0 V8           | G      |
| Footwork Hart               | 17  | Jos Verstappen        | Footwork FA17  | Hart 3.0 V8           | G      |
| Tyrrell Yamaha              | 18  | Ukyō Katayama         | Tyrrell 024    | Yamaha 3.0 V10        | G      |
| Tyrrell Yamaha              | 19  | Mika Salo             | Tyrrell 024    | Yamaha 3.0 V10        | G      |
| Minardi Team                | 20  | Pedro Lamy            | Minardi M195B  | Ford EDM 3.0 V8       | G      |
| Minardi Team                | 21  | Tarso Marques         | Minardi M195B  | Ford EDM 3.0 V8       | G      |
| Forti Grand Prix            | 22  | Luca Badoer           | Forti FG02     | Ford Zetec-R 3.0 V8   | G      |
| Forti Grand Prix            | 23  | Andrea Montermini     | Forti FG02     | Ford Zetec-R 3.0 V8   | G      |

## Klassifikationen

### Qualifying
| Pos.                                                                       | Fahrer                | Konstrukteur       | Zeit       | Start |
| -------------------------------------------------------------------------- | --------------------- | ------------------ | ---------- | ----- |
| 01                                                                         | Damon Hill            | Williams-Renault   | 1:18,111   | 01    |
| 02                                                                         | Rubens Barrichello    | Jordan-Peugeot     | 1:19,092   | 02    |
| 03                                                                         | Jacques Villeneuve    | Williams-Renault   | 1:19,254   | 03    |
| 04                                                                         | Michael Schumacher    | Ferrari            | 1:19,474   | 04    |
| 05                                                                         | Jean Alesi            | Benetton-Renault   | 1:19,484   | 05    |
| 06                                                                         | Martin Brundle        | Jordan-Peugeot     | 1:19,519   | 06    |
| 07                                                                         | Mika Häkkinen         | McLaren-Mercedes   | 1:19,607   | 07    |
| 08                                                                         | Gerhard Berger        | Benetton-Renault   | 1:19,762   | 08    |
| 09                                                                         | Heinz-Harald Frentzen | Sauber-Ford        | 1:19,799   | 09    |
| 10                                                                         | Eddie Irvine          | Ferrari            | 1:19,951   | 10    |
| 11                                                                         | Mika Salo             | Tyrrell-Yamaha     | 1:20,000   | 11    |
| 12                                                                         | Johnny Herbert        | Sauber-Ford        | 1:20,144   | 12    |
| 13                                                                         | Jos Verstappen        | Footwork-Hart      | 1:20,157   | 13    |
| 14                                                                         | David Coulthard       | McLaren-Mercedes   | 1:20,167   | 14    |
| 15                                                                         | Olivier Panis         | Ligier-Mugen-Honda | 1:20,426   | 15    |
| 16                                                                         | Ukyō Katayama         | Tyrrell-Yamaha     | 1:20,427   | 16    |
| 17                                                                         | Ricardo Rosset        | Footwork-Hart      | 1:20,440   | 17    |
| 18                                                                         | Pedro Lamy            | Minardi-Ford       | 1:21,491   | 18    |
| 19                                                                         | Luca Badoer           | Forti-Ford         | 1:23,174   | 19    |
| 20                                                                         | Andrea Montermini     | Forti-Ford         | 1:23,454   | 20    |
| 107-Prozent-Zeit: 1:23,579 min (bezogen auf die Bestzeit von 1:18,111 min) |                       |                    |            |       |
| DNQ                                                                        | Pedro Diniz           | Ligier-Mugen-Honda | keine Zeit | 21    |
| DNQ                                                                        | Tarso Marques         | Minardi-Ford       | keine Zeit | 22    |

Anmerkungen
1. 1 2  Diniz und Marques wurden die Zeiten gestrichen. Sie durften allerdings am Rennen teilnehmen.

### Rennen
| Pos. | Fahrer                | Konstrukteur       | Runden | Stopps | Zeit        | Start | Schnellste Runde |
| ---- | --------------------- | ------------------ | ------ | ------ | ----------- | ----- | ---------------- |
| 01   | Damon Hill            | Williams-Renault   | 71     | 1      | 1:49:52,976 | 01    | 1:21,547 (65.)   |
| 02   | Jean Alesi            | Benetton-Renault   | 71     | 1      | + 17,982    | 05    | 1:21,866 (58.)   |
| 03   | Michael Schumacher    | Ferrari            | 70     | 2      | + 1 Runde   | 04    | 1:22,889 (55.)   |
| 04   | Mika Häkkinen         | McLaren-Mercedes   | 70     | 2      | + 1 Runde   | 07    | 1:22,283 (69.)   |
| 05   | Mika Salo             | Tyrrell-Yamaha     | 70     | 2      | + 1 Runde   | 11    | 1:22,483 (61.)   |
| 06   | Olivier Panis         | Ligier-Mugen-Honda | 70     | 2      | + 1 Runde   | 15    | 1:22,743 (61.)   |
| 07   | Eddie Irvine          | Ferrari            | 70     | 2      | + 1 Runde   | 10    | 1:23,062 (69.)   |
| 08   | Pedro Diniz           | Ligier-Mugen-Honda | 69     | 2      | + 2 Runden  | 22    | 1:23,576 (53.)   |
| 09   | Ukyō Katayama         | Tyrrell-Yamaha     | 69     | 3      | + 2 Runden  | 16    | 1:22,722 (63.)   |
| 10   | Pedro Lamy            | Minardi-Ford       | 68     | 2      | + 3 Runden  | 18    | 1:23,559 (67.)   |
| 11   | Luca Badoer           | Forti-Ford         | 67     | 2      | + 4 Runden  | 19    | 1:25,627 (55.)   |
| 12   | Martin Brundle        | Jordan-Peugeot     | 64     | 2      | DNF         | 06    | 1:22,043 (64.)   |
| –    | Rubens Barrichello    | Jordan-Peugeot     | 59     | 2      | DNF         | 02    | 1:22,359 (52.)   |
| –    | Heinz-Harald Frentzen | Sauber-Ford        | 36     | 1      | DNF         | 09    | 1:36,166 (25.)   |
| –    | David Coulthard       | McLaren-Mercedes   | 29     | 1      | DNF         | 14    | 1:36,245 (24.)   |
| –    | Johnny Herbert        | Sauber-Ford        | 28     | 1      | DNF         | Box   | 1:38,127 (23.)   |
| –    | Jacques Villeneuve    | Williams-Renault   | 26     | 0      | DNF         | 03    | 1:36,383 (24.)   |
| –    | Gerhard Berger        | Benetton-Renault   | 26     | 0      | DNF         | 08    | 1:36,998 (24.)   |
| –    | Andrea Montermini     | Forti-Ford         | 26     | 0      | DNF         | 20    | 1:40,661 (22.)   |
| –    | Ricardo Rosset        | Footwork-Hart      | 24     | 0      | DNF         | 17    | 1:36,981 (24.)   |
| –    | Jos Verstappen        | Footwork-Hart      | 19     | 0      | DNF         | 13    | 1:35,435 (14.)   |
| –    | Tarso Marques         | Minardi-Ford       | 0      | 0      | DNF         | 21    | –                |

Anmerkungen
1. ↑  Herbert startete das Rennen aus Boxengasse, nachdem er auf das Ersatzauto umgestiegen war.

## WM-Stände nach dem Rennen
Die ersten sechs des Rennens bekamen 10, 6, 4, 3, 2 bzw. 1 Punkt(e).

### Fahrerwertung
| Pos. | Fahrer                | Konstrukteur       | Punkte |
| ---- | --------------------- | ------------------ | ------ |
| 01   | Damon Hill            | Williams-Renault   | 20     |
| 02   | Jacques Villeneuve    | Williams-Renault   | 6      |
| 03   | Jean Alesi            | Benetton-Renault   | 6      |
| 04   | Mika Häkkinen         | McLaren-Mercedes   | 5      |
| 05   | Eddie Irvine          | Ferrari            | 4      |
| 06   | Michael Schumacher    | Ferrari            | 4      |
| 07   | Gerhard Berger        | Benetton-Renault   | 3      |
| 08   | Mika Salo             | Tyrrell-Yamaha     | 3      |
| 09   | Olivier Panis         | Ligier-Mugen-Honda | 1      |
| 10   | Pedro Diniz           | Ligier-Mugen-Honda | 0      |
| 11   | Heinz-Harald Frentzen | Sauber-Ford        | 0      |
| 12   | Ukyō Katayama         | Tyrrell-Yamaha     | 0      |

| Pos. | Fahrer               | Konstrukteur     | Punkte |
| ---- | -------------------- | ---------------- | ------ |
| 13   | Ricardo Rosset       | Footwork-Hart    | 0      |
| 14   | Pedro Lamy           | Minardi-Ford     | 0      |
| 15   | Luca Badoer          | Forti-Ford       | 0      |
| 16   | Martin Brundle       | Jordan-Peugeot   | 0      |
| –    | Rubens Barrichello   | Jordan-Peugeot   | 0      |
| –    | David Coulthard      | McLaren-Mercedes | 0      |
| –    | Johnny Herbert       | Sauber-Ford      | 0      |
| –    | Jos Verstappen       | Footwork-Hart    | 0      |
| –    | Giancarlo Fisichella | Minardi-Ford     | 0      |
| –    | Andrea Montermini    | Forti-Ford       | 0      |
| –    | Tarso Marques        | Minardi-Ford     | 0      |

### Konstrukteurswertung
| Pos. | Konstrukteur       | Punkte |
| ---- | ------------------ | ------ |
| 01   | Williams-Renault   | 26     |
| 02   | Benetton-Renault   | 9      |
| 03   | Ferrari            | 8      |
| 04   | McLaren-Mercedes   | 5      |
| 05   | Tyrrell-Yamaha     | 3      |
| 06   | Ligier-Mugen-Honda | 1      |

| Pos. | Konstrukteur   | Punkte |
| ---- | -------------- | ------ |
| 07   | Sauber-Ford    | 0      |
| 08   | Footwork-Hart  | 0      |
| 09   | Minardi-Ford   | 0      |
| 10   | Forti-Ford     | 0      |
| 11   | Jordan-Peugeot | 0      |